# Jacob Anatoli
Ja'aqov ben Abba Mari ben Simson Anatoli più comunemente noto come il semplice Jacob Anatoli (in arabo: يعقوب بن مرعي بن أبا سيمسون أناتولي; Marsiglia, 1194 – 1256) è stato un letterato e filosofo francese, fu traduttore di testi arabi in lingua ebraica. Venne invitato a Napoli alla corte di Federico II di Svevia e insieme a Michele Scoto diffuse la conoscenza in Europa di testi di tradizione araba (in particolare le opere di Averroè), nonché del pensiero di Mosè Maimonide.

## Biografia
Nato nel sud della Francia, a Marsiglia, era il genero e cognato di Samuel ibn Tibbon, l'ostinato traduttore di Maimonide. Tutta l'attività letteraria di Jacob Anatoli è stata stimolata dai suoi dotti soci e dalle sue relazioni culturali svoltesi a Narbonne e Béziers. Egli si distinse quando l'imperatore Federico II di Svevia lo invitò a Napoli per dedicarsi ai suoi studi, per tradurre la letteratura araba scientifica nella lingua ebraica. Così, Jacob Anatoli passò il suo periodo più fertile della produzione letteraria, e da quella città sono state emesse le numerose traduzioni che portano il suo nome.

## Opere
Come traduttore di testi arabi Jacob Anatoli ha un posto in campo letterario insieme con Michele Scoto e sotto l'influenza dell'imperatore Federico II . Egli aprì ad occidente la traduzione della sua lingua araba. Tra le sue opere più importanti vi sono traduzioni di testi di Averroè, dell' "Intermedio" di Aristotele sulla logica

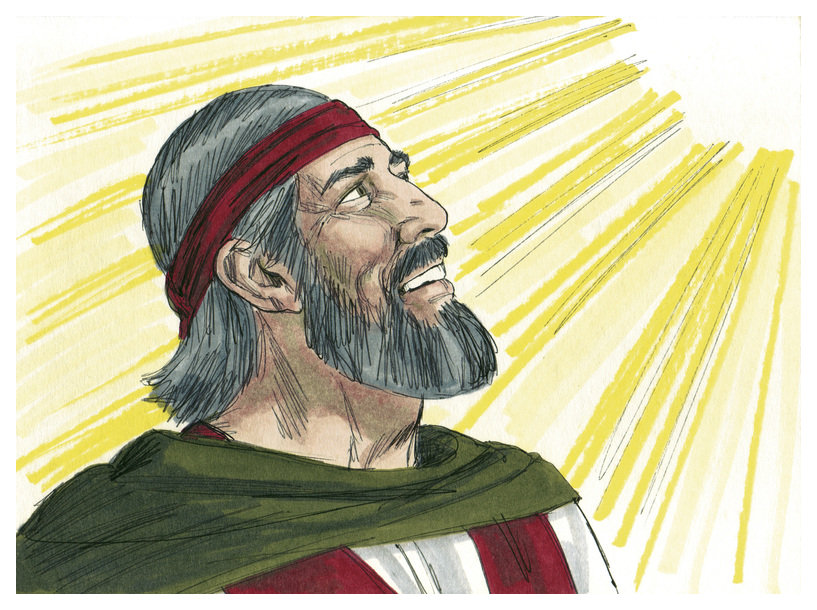
Le traduzioni di Jacob Anatoli della Bibbia :"...e Dio rispose a Mosè" con questa illustrazione del capitolo 6

- Le "Interpretazioni della Bibbia" e la "Haggadah" , tradotte nello spirito di Maimonide
- Il testo "Malmad ha-Talmidim" , un nome di un testo con un gioco di parole[3]
- La traduzione di Maimonide "Guida dei perplessi" in latino, tradotta in collaborazione con Michael Scot
- La "Ruaḥ Gallina" , testo a volte attribuito a Jacob Anatoli[4]

### Traduzioni
Jacob Anatoli ha tradotto tra gli anni 1231 e 1235, le seguenti grandi opere:
- Il testo Ḥibbur ha-ha-Gadol Nikra al-Magesti , tradotto in La Grande Composizione chiamata Almagesto.
- Un "Compendio di astronomia" da Averroè cioè un testo sconosciuto ai cristiani del Medioevo, e di cui non ne rimase un manoscritto originale né una traduzione latina . Il suo titolo ebraico è "Ḳiẓẓur al-Magesti" tradotto in Compendio dell'Almagesto di Tolomeo.
- Gli "Elementi di Astronomia"  di Al-Fargani (Alfraganus) tradotto da una versione latina . Il testo è poi stato tradotto in latino da Jacob Christmann[5] con il titolo di Elementa Astronomica , la quale a sua volta ha dato origine al titolo ebraico del trattato "Yesodot ha-Teḳunah" .
- Un trattato sul Sillogismo di Al-Farabi . Il suo titolo ebraico era "Sefer Heḳesh Kazar" cioè Un breve trattato sul sillogismo.Una delle pagine dell'Haggadah

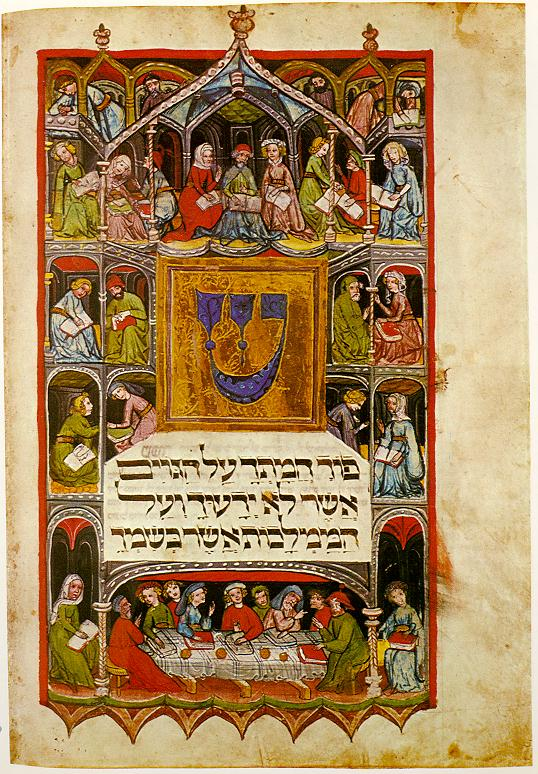
Una delle pagine dell'Haggadah